# Harlequin (utwór)
 Harlequin – utwór muzyczny brytyjskiej grupy rockowej Genesis zamieszczony na albumie Nursery Cryme wydanym w 1971.

## Kompozycja
Utwór jest nastrojową balladą utrzymaną w klimacie poprzedniej płyty zespołu Trespass. Podkład muzyczny to gitary dwunastostrunowe, na tle których słychać wokal Petera Gabriela, z którym śpiewa w duecie również Phil Collins. 

## Fabuła
Piosenka ma poetycki tekst opisujący wieczorny krajobraz leśnej polany, na której tańczy troje dzieci.

## Wykonawcy
- Tony Banks  – gitara dwunastostrunowa
- Phil Collins  – perkusja, wokal wspierający
- Peter Gabriel  – śpiew
- Steve Hackett  – gitara
- Mike Rutherford  – gitara dwunastostrunowa